# Il ritorno del vampiro
Il ritorno del vampiro (The Return of the Vampire) è un film horror statunitense del 1944 diretto da Lew Landers e interpretato da Bela Lugosi, Frieda Inescort e Nina Foch.

## Trama
Dintorni di Londra, 1918. Un uomo-lupo apre la tomba del vampiro Armand Tesla, che attacca nottetempo una paziente del vicino ospedale e in seguito la nipotina del professor Saunders, collaboratore della dottoressa Ainsley al nosocomio. Dopo aver salvato la bambina mediante una trasfusione di sangue, il professor Saunders e la dottoressa Ainsley rintracciano la tomba del vampiro e lo neutralizzano piantandogli un paletto nel cuore. Trascorrono oltre vent'anni e l'Inghilterra entra nella Seconda guerra mondiale. Una notte, durante un attacco aereo su Londra da parte dell'aviazione tedesca, una bomba distrugge la tomba del mostro e scoperchia la sua bara. Cessato il bombardamento, due becchini riportano in vita il vampiro estraendogli il paletto dal cuore. Con l'aiuto del fidato Andreas (che al risorgere del suo padrone riprende le fattezze di licantropo), Armand Tesla assume l'identità del dottor Bruckner e ritorna a minacciare Nicki, nipote dello scomparso professor Saunders.

## Produzione
Il film fu prodotto dalla Columbia Pictures Corporation.

## Distribuzione
Il film fu distribuito dalla Columbia Pictures. La prima proiezione negli Stati Uniti ebbe luogo il 1º gennaio 1944.